# ジョージ・サンダース
ジョージ・ヘンリー・サンダース（英語: George Henry Sanders, 1906年7月3日 - 1972年4月25日）は、イギリスの俳優。兄のトム・コンウェイも俳優。

## 生涯
ロシア・サンクトペテルブルクにて生まれる。両親共にイギリス人で、父ヘンリーは製鋼業者、母マーガレットは園芸家だった。11歳の時、ロシア革命の勃発に伴い家族と共にイギリスに逃れる。
彼の兄と同じくブライトンにある男子校のインデペンデント・スクールブライトン・カレッジで学んだのち、マンチェスター工科大学に進み、織物を専攻する。卒業後は織物業に従事したのち、南米でタバコの投機事業を始めるが失敗してイギリスに帰国。仕事も無いので舞台俳優にでもなろうと発声のコーチを受け、ロンドンでショービジネスの世界に入り、1934年にノエル・カワード作の舞台に出演したのち、同年に端役として映画デビュー。
1936年にある映画会社と長期契約を結ぶも、撮影所が火事で消失、これを機にハリウッドに行き、20世紀フォックス社のスクリーンテストを受けた結果、1937年に『勝鬨』に出演、この出演で注目され、フォックスと長期契約。その後はもっぱら敵役を演じていたが、1941年にRKOの『The Falcon』シリーズの主役に起用される。以降はクレジット・タイトルがトップかもしくは2番目に出てくるほど、ハリウッドでも重要な俳優のひとりとなった。
1950年の『イヴの総て』でシニカルで非情な策を弄する演劇コラムニストを演じてアカデミー助演男優賞を受賞。冒険活劇のヒーローから下劣な悪党まで演じる老獪な個性派俳優として、時には主役も喰うような印象を残した。

### 私生活
私生活では結婚、離婚を繰り返した。最初の妻はスーザン・ラーソンで、1940年10月27日に結婚し、1949年に離婚した。2番目の妻はハンガリー人女優ザ・ザ・ガボールである。離婚後の1956年、サンダースとザ・ザは映画『Death of a Scoundrel』で共演した。3番目の妻はロナルド・コールマンの未亡人である女優ベニタ・ヒュームであり、1959年2月10日に結婚した。ベニタは1967年に死んだ。4番目の妻はザ・ザの姉マグダ・ガボールであり、1970年12月4日に結婚した。マグダとの結婚生活はわずか6週間で破綻し、彼の酒量は著しく増加するようになった。
1960年に自伝『Memoirs of a Professional Cad（プロフェッショナルなクソッタレ野郎の伝記）』を出版。また、1979年に彼の友人である俳優ブライアン・アハーンが彼についての伝記『A Dreadful Man』を出版しているが、このタイトルは彼自身が提案したものである。

### 死
彼の友人デヴィッド・ニーヴンは自身の自伝『Bring On The Empty Horses』で、1937年にサンダースが自分は65歳になったら自殺するということを宣言していたことを述懐している。その言葉どおり、1972年、スペインのバルセロナ近郊のカステルデフェルスにあるホテルで5本のネンブタールを飲み自殺した。遺書には「退屈だからこの世を去る」と書かれてあるなど、その生涯は気障な皮肉屋を突き通した謎多きものだった。その全文は次の通り。
世界よ、退屈だからオサラバするよ。もう十分長生きした。このステキな糞溜めの中で、君たちが不安に頭を抱えたままにしておこう。せいぜいお幸せに。
サンダースの遺体は火葬され、その遺骨はイギリス海峡に散骨された。

## その他
- 1959年（昭和34年）5月、『最後の航海』の日本ロケのため来日している。

## 主な出演作品
| 公開年 | 邦題 原題                                                              | 役名                                             | 備考                      |
| ------ | ---------------------------------------------------------------------- | ------------------------------------------------ | ------------------------- |
| 1936   | 勝鬨 Lloyd's of London                                                 | エヴェレット・ステイシー                         |                           |
| 1936   | 奇蹟人間 The Man Who Could Work Miracles                               |                                                  |                           |
| 1937   | 恋は特ダネ Love Is News                                                | Count Andre de Guyon                             |                           |
| 1937   | 奴隷船 Slave Ship                                                      | レフティ                                         |                           |
| 1938   | 四人の復讐 Four Men and a Prayer                                       | ワイアット・リー                                 |                           |
| 1939   | 暗黒街に明日はない The Saint Strikes Back                              | サイモン・テンプラー                             |                           |
| 1939   | 戦慄のスパイ網 Confessions of a Nazi Spy                               | Schlager                                         |                           |
| 1939   | アリゲニー高原の暴動 Allegheny Uprising                                | スワンソン                                       |                           |
| 1940   | レベッカ Rebecca                                                       | ジャック・ファヴェル                             |                           |
| 1940   | 海外特派員 Foreign Correspondent                                       | フロリオット                                     |                           |
| 1941   | 天国の怒り Rage in Heaven                                              | ウォード・アンドリュース                         |                           |
| 1941   | マン・ハント Man Hunt                                                  | Major Quive-Smith                                |                           |
| 1941   | 砂丘の敵 Sundown                                                       | Coombes                                          |                           |
| 1942   | 激闘 Son of Fury: The Story of Benjamin Blake                          | サー・アーサー・ブレイク                         |                           |
| 1942   | 運命の饗宴 Tales of Manhattan                                          | ウィリアムズ                                     |                           |
| 1942   | 海の征服者 The Black Swan                                              | ビリー                                           |                           |
| 1943   | 自由への闘い This Land Is Mine                                         | ジョージ・ランバート                             |                           |
| 1944   | 謎の下宿人 The Lodger                                                  | ジョン・ワーウィック                             |                           |
| 1944   | アラブの陰謀 Action in Arabia                                          | マイケル・ゴードン                               |                           |
| 1944   | 夏の嵐 Summer Storm                                                    | Fedor Mikhailovich Petroff                       |                           |
| 1945   | 戦慄の調べ Hangover Square                                             | アラン・ミドルトン                               |                           |
| 1945   | ドリアン・グレイの肖像 The Picture of Dorian Gray                      | ヘンリー・ウォットン卿                           |                           |
| 1946   | パリのスキャンダル A Scandal in Paris                                  | Eugéne François Vidocq                           |                           |
| 1947   | 美貌の友 The Private Affairs of Bel Ami                                | ジョージ                                         |                           |
| 1947   | 幽霊と未亡人 The Ghost and Mrs. Muir                                   | マイルズ                                         |                           |
| 1947   | 誘拐魔 Lured                                                           | ロバート・フレミング                             |                           |
| 1947   | 永遠のアムバア Forever Amber                                           | チャールズ2世                                    |                           |
| 1949   | サムソンとデリラ Samson and Delilah                                    | ガザのサラン                                     |                           |
| 1950   | イヴの総て All About Eve                                               | アディソン・デウィット                           | アカデミー助演男優賞 受賞 |
| 1952   | 黒騎士 Ivanhoe                                                         | ド・ボワ＝ギルベール                             |                           |
| 1952   | パリの記者とハンガリーのスパイ Assignment - Paris                      | ニコラ・ストラング                               |                           |
| 1954   | 殺人目撃者 Witness to Murder                                           | アルバート・リヒター                             |                           |
| 1954   | 獅子王リチャード King Richard and the Crusaders                        | リチャード1世                                    |                           |
| 1954   | イタリア旅行 Viaggio in Italia                                         | アレックス・ジョイス                             |                           |
| 1955   | ムーンフリート Moonfleet                                               | アシュウッド卿                                   |                           |
| 1956   | 口紅殺人事件 While the City Sleeps                                     | マーク・ラヴィング                               |                           |
| 1956   | すてきな気持 That Certain Feeling                                      | ラリー・ラーキン                                 |                           |
| 1958   | 宇宙冒険旅行 From the Earth to the Moon                                | Stuyvesant Nicholl                               |                           |
| 1959   | 私はそんな女 That Kind of Woman                                        | A.L.                                             |                           |
| 1959   | ソロモンとシバの女王 Solomon and Sheba                                 | アドニヤ                                         |                           |
| 1959   | 美女と詐欺師 A Touch of Larceny                                        | チャールズ・ホランド                             |                           |
| 1960   | 最後の航海 The Last Voyage                                             | ロバート・アダムス                               |                           |
| 1960   | 青ひげの末裔 Bluebeards Ten Honeymoons                                 | ヘンリ・ランドルー                               |                           |
| 1960   | 未知空間の恐怖/光る眼 Village of the Damned                            | ゴードン・ゼラビー                               |                           |
| 1962   | 難破船 In Search of the Castaways                                      | Thomas Ayerton                                   |                           |
| 1963   | 金庫破り The Cracksman                                                 | Guv'nor                                          |                           |
| 1964   | 暗闇でドッキリ A Shot In The Dark                                      | Thomas Ayerton                                   |                           |
| 1965   | モール・フランダースの愛の冒険 The Amorous Adventures of Moll Flanders | 銀行家                                           |                           |
| 1966   | さらばベルリンの灯 The Quiller Memorandum                              | ギブス                                           |                           |
| 1967   | ソニーとシェールの グッド・タイムス Good Times                         | Mr. Mordicus/Knife McBlade/White hunter/Zarubian |                           |
| 1967   | ジャングル・ブック The Jungle Book                                     | Shere Khan the Tiger                             | 声の出演                  |
| 1969   | SF空中蒸発 The Body Stealers                                           | アームストロング                                 |                           |
| 1969   | 狼の館 The Best House in London                                        | サー・フランシス・レイボーン                     |                           |
| 1972   | エンドレスナイト Endless Night                                         | リッピンコット                                   |                           |
| 1973   | サイコマニア Psychomania                                               | シャドウェル                                     |                           |

## 参照
1. ↑  Sanders 1960, pp. 9–10, 13.
2. ↑  Ascher-Walsh, Rebecca. "Bored to Death." Entertainment Weekly, 8 May 1992. Retrieved: 30 April 2009.
3. ↑  "George Sanders (July 3, 1906 - April 25, 1972)." George Sanders: Official Site. Retrieved: 8 December 2011.